# Lacunaria jenmanii
Lacunaria jenmanii là một loài thực vật có hoa trong họ Ochnaceae. Loài này được (Oliv.) Ducke mô tả khoa học đầu tiên năm 1930.